# Florian Picasso
Florian Ruiz Picasso, (Ho Chi Minh City, Vietnam, 21 de febrero de 1990), más conocido como Florian Picasso es un DJ y productor francés, de origen vietnamita, orientado al Electro House y Progressive House. Es bisnieto del famoso artista, Pablo Picasso.
Ganó reconocimiento por sus colaboraciones con Martin Garrix y Steve Aoki. En 2016 ingresó en el Top 100 DJ realizado por la revista DJ Mag directamente en el puesto #38.

## Biografía
Picasso nació en Vietnam y fue adoptado por Marina Picasso, una nieta del famoso artista, Pablo Picasso. Se alegró cuando Kanye West nombró su álbum, La vida de Pablo, por su bisabuelo. Comenzó a hacer música a la edad de 13 años, cuando actuaría en eventos en su internado. Se hizo más serio acerca de su carrera musical a la edad de 19 años. Actualmente reside en Ginebra, Suiza.
El 26 de febrero del 2021, lo entrevistaron en el programa Al Extremo de la televisora mexicana TV Azteca.

## Trayectoria
Picasso ha actuado en los principales festivales de música como Ultra Music Festival y Tomorrowland. Ha estado actuando en grandes clubes desde que tenía 16 años, ha abierto para actos como Swedish House Mafia y comenzó encabezando sus propios shows. El 27 de abril de 2015, lanzó "Can not Stop" como sencillo con el también productor Tom Tyger a través de Mixmash Records. El 16 de noviembre de 2015, Picasso lanzó "Want It Back (Origami)" como sencillo.
El 29 de junio de 2016, lanzó un sencillo titulado "Final Call" a través de Armada Music bajo la licencia exclusiva de Protocol Recordings, un sello dirigido por Nicky Romero. La canción alcanzó su punto máximo en la lista de Dance / Mix Show Airplay de Billboard en 39. Un video musical oficial fue publicado por Protocol Recordings, fue dirigido por Fauns / Clubbing Vision. El 23 de noviembre de 2016, se anunció que Picasso firmó un acuerdo con Spinnin 'Records, con quien lanzó un sencillo titulado "Cracked Wall" el 2 de diciembre de 2016.

## Sencillos
| Título                                                 | Año  | Sello discográfico    | Información adicional                           |
| ------------------------------------------------------ | ---- | --------------------- | ----------------------------------------------- |
| That Drum                                              | 2011 | Joia Records          |                                                 |
| How To Sing                                            | 2011 | Toolroom              |                                                 |
| Muki                                                   | 2011 | Toolroom              |                                                 |
| Artifact                                               | 2013 | Cr2 Records           | Free Download                                   |
| Artemis                                                | 2013 | Ones To Watch Records |                                                 |
| Ace                                                    | 2013 | Fake Music            |                                                 |
| Trivia                                                 | 2014 | Cr2 Records           |                                                 |
| Can Not Stop                                           | 2015 | Mixmash Records       | Free Download                                   |
| Keep Your Eyes On Me                                   | 2015 | Scorpio Music         |                                                 |
| Origami                                                | 2015 | Protocol Recordings   |                                                 |
| Outline                                                | 2015 |                       | Free Download                                   |
| The Shape (Steve Aoki Edit)                            | 2015 | Dim Mak               |                                                 |
| Want It Back (Origami)                                 | 2015 | Protocol Recordings   |                                                 |
| FRFX                                                   | 2015 | Mixmash Records       |                                                 |
| Saïgon                                                 | 2016 |                       | Free Download                                   |
| Vanguard                                               | 2016 | Dim Mak               |                                                 |
| Kirigami                                               | 2016 | DOORN Records         |                                                 |
| Hanoi                                                  | 2016 |                       | Free Download                                   |
| Final Call                                             | 2016 | Protocol Recordings   |                                                 |
| Danang                                                 | 2016 |                       | Free Download                                   |
| Mamo                                                   | 2016 | Protocol Recordings   | con Tom Tyger                                   |
| Sheitan                                                | 2016 | Maxximize Records     |                                                 |
| Make Up Your Mind                                      | 2016 | STMPD RCRDS           | con Martin Garrix                               |
| Cracked Wall                                           | 2016 | Spinnin' Records      | con Vassy                                       |
| This Is Our Time                                       | 2017 | Spinnin' Records      |                                                 |
| Blast From The Past                                    | 2017 | Musical Freedom       |                                                 |
| Hanabi                                                 | 2017 | Protocol Recordings   | con Raiden                                      |
| X (We Don't Want No, Suwave, Vindaloo Bounce, Genesis) | 2017 | Spinnin' Records      | con Nygma, LOOPERS, Tom Tyger, Raiden, Blinders |
| With Me                                                | 2017 | Spinnin' Records      | con Laidback Luke                               |
| Guns Down                                              | 2017 | Spinnin' Records      |                                                 |
| Only For Your Love                                     | 2017 | Protocol Recordings   | con Nicky Romero                                |
| Obsession                                              | 2017 | Musical Freedom       |                                                 |
| Hanoi to Paris                                         | 2017 |                       | Free Download                                   |
| Here With You                                          | 2018 | Dharma Worldwide      | con Yves V                                      |
| Glitch                                                 | 2018 | Protocol Recordings   |                                                 |
| The Answer                                             | 2018 | Musical Freedom       |                                                 |
| Hikari                                                 | 2018 | Protocol Recordings   |                                                 |
| Raspoutine                                             | 2019 | Doorn Records         |                                                 |
| Midnight Sun                                           | 2019 | Protocol Recordings   | con Nicky Romero                                |
| But Us                                                 | 2019 | STMPD RCRDS           | con Echosmith                                   |
| Like You Do                                            | 2020 |                       | con GASHI & Ally Brooke                         |
| Restart Your Heart                                     | 2020 | STMPD RCRDS           | con GRX                                         |
| Armageddon                                             | 2020 | Dik Mak Records       | con Timmy Trumpet                               |

## Remixes

### 2013
- Tegan & Sara - Closer (Florian Picasso Remix) [Warner]

### 2014
- Benny Benassi & Gary Go - Let This Last Forever (Florian Picasso Remix) [Ultra]
- Christina Perri - Burning Gold (Florian Picasso Remix) [Atlantic Records]
- Steve Aoki & Flux Pavilion - Get Me Outta Here (Florian Picasso Remix) [Ultra]
- NERVO & R3hab featuring Ayah Marar - Ready For The Weekend (Florian Picasso Remix) [Spinnin / Free]

### 2015
- NERVO featuring Nile Rodgers, Kylie Minogue & Jake Shears - The Other Boys (Florian Picasso Remix) [Ultra]

### 2017
- Oliver Heldens feat. Ida Corr - Good Life (Florian Picasso Remix) [Heldeep Records]

## Ranking DJmag
| Florian Picasso | 2016 | 2017 | 2018 | 2019 |  |